# فابريتسيو برناردي
فابريتسيو برناردي (بالإيطالية: Fabrizio Bernardi)‏ هو عالم فلك إيطالي، ولد في 9 أبريل 1972 في بوميتسيا في إيطاليا.